# 4412 Chephren
4412 Chephren eller 2535 P-L är en asteroid i huvudbältet som upptäcktes den 26 september 1960 av den nederländsk-amerikanske astronomen Tom Gehrels och det nederländska astronomparet Ingrid van Houten-Groeneveld och Cornelis Johannes van Houten vid Palomarobservatoriet. Den är uppkallad efter den egyptiske faraon Chefren.
Asteroiden har en diameter på ungefär 14 kilometer och den tillhör asteroidgruppen Themis.